# Pedral (uva)
Pedral es un tipo de uva (Vitis vinifera) tinta. Otros nombres de esta uva son: alvarinho tinto, bairrada, baga, baga de Louro, dozal, penamacor, poeirinha, rufeta, rufete, tinta carvalha y tinta pinheira. 
Es una planta productiva, con sensibilidad media a las enfermedades. Tiene racimos de tamaño medio y compactos. Sus bayas son de tamaño mediano y color azul rojizo. Según la Orden APA/1819/2007, por la que se actualiza el anexo V, clasificación de las variedades de vid, del Real Decreto 1472/2000, de 4 de agosto, que regula el potencial de producción vitícola, la pedral o dozal es una variedad autorizada para la elaboración de vino en la comunidad autónoma de Galicia, y como rufete está autorizada para Castilla y León. 